# Plouguerneau
Plouguerneau (Plougerne in bretone) è un comune francese di 6 532 abitanti situato nel dipartimento del Finistère nella regione della Bretagna.
Il comune è attraversato dal fiume Aber Wrac'h. Di fronte al comune, a circa 1,5 km dalla costa, si trova il faro dell’Île Vierge, il faro più alto d'Europa.

## Società

### Evoluzione demografica
Abitanti censiti